# محمد الظواهري
محمد محمد ربيع الظواهري (1953- 2024)، ناشط إسلامي مصري، وعضو في جماعة الجهاد الإسلامي المصرية. وهو الشقيق الصغير لزعيم تنظيم القاعدة السابق أيمن الظواهري.

## النشأة
ولد محمد الظواهري في عام 1372 هـ الموافق مارس عام 1953 م في مستشفى الدكتور مجدي بمنطقة الدقي بمحافظة الجيزة. نشأ محمد نشأة إسلامية منذ صغره وانضم وهو ما زال طالباً في كلية الهندسة إلى جماعة الجهاد الإسلامي المصرية بغية تطبيق الشريعة الإسلامية. وتخرج في كلية الهندسة قسم معمار في 1974 واتهم في قضية الجهاد عام 1984، ولكنه خرج وسافر عدة مراتٍ لأفغانستان للمشاركة في المعارك ضد السوفيت.

### عائلته
جده لأبيه الشيخ محمد الأحمدي الظواهري بلغ مشيخة الأزهر وأبوه الإستاذ الدكتور محمد ربيع الظواهري كان أستاذًا لعلم الأدوية بكلية الطب جامعة عين شمس، وعمه الأستاذ الدكتور محمد الشافعي الظواهري من علماء الطب في العالم، وهو أستاذ الأمراض الجلدية بجامعة القاهرة ورئيس اتحاد أطباء الجلد العرب.
وأما بيت أمه فآل عزام الذي بلغ أحدهم وهو عبد الرحمن عزام أنه كان أول أمين عام لجامعة الدول العربية وجده لأمه هو الأديب عبد الوهاب عزام من وهو أستاذ الآداب الشرقية وعميد كلية الآداب ورئيس جامعة القاهرة، وعضو مجمع اللغة العربية بالقاهرة عام 1949. وأما شقيقه وشيخه هو الدكتور أيمن الظواهري.

## التعليم
تعلم على عدد من الشيوخ منهم الشيخ عبد المحسن العباد رئيس الجامعة الإسلامية سابقاً والشيخ سفر الحوالي درس معه شرح العقيدة الطحاوية، والشيخ خربوش الإمام بالحرم النبوي والذي كان يدرس سنن أبي داود بسند متصل في حلقته بالمسجد النبوي بعد صلاة الفجر، والشيخ محمد أمين الهرري الأثيوبي. عمل الظواهري مديراً في هيئة الإغاثة الإسلامية وعن طريقها زار بلاداً عديدة في العالم الإسلامي، وتعرف على واقع المسلمين في كثيرٍ من بلدانهم.

## اعتقاله
حاول الأمن السعودي القبض عليه في عام 1993 ولم تنجح وساطة بعض الأمراء ثم خرج من السعودية دون اعتقال، وحكم عليه بالإعدام في قضية العائدين من ألبانيا إلى أن ألقي القبض عليه في الإمارات، وظل في مخابراتها قرابة خمسة أشهر، والتي سلمته بعد ذلك إلى مصر، بعد حادثتي نيروبي ودار السلام وأخفت الحكومة المصرية نبأ تسلمه قرابة خمس سنواتٍ، كان فيها في السجون المصرية، ثم سلمته المخابرات إلى جهاز أمن الدولة المصري ليظل فيه قرابة ستة أشهر، ثم أظهروا أمره وأودعوه سجن طرة شديدة الحراسة المعروف بسجن العقرب.

## إعادة اعتقاله
أفرج عن محمد الظواهري في يوم الخميس 17 مارس عام 2011 بعد الثورة 25 يناير التي أطاحت بحكم حسني مبارك. وبعد خروجه بـ72 ساعة في يوم السبت حوالي الساعة 11 مساءً بتاريخ 19 مارس 2011 تم أعتقاله مرة أخرى.
أعيد اعتقاله واقتياده إلى مكان مجهول. وبعد يومين أعلن الأمن المصري بأن محمد الظواهري محكم عليه بالإعدام في القضية رقم 8 لسنة 1998 والمعروفة إعلامياً بقضية «العائدون من ألبانيا» وكان محمد الظواهري في عداد 8 أشخاص صدر ضدهم أحكام بالإعدام في نفس القضية ضمن 107 متهمين صدرت أحكام بالسجن لمدد مختلفة لعدد 50 منهم والباقون صدرت لهم أحكام بالبراءة.

## مؤلفاته
- «جريمة العصر»
- «هل الصحيح أننا لا نقاتل إلا من قاتلنا» ردًا على عائض القرني
- «حكم دخول الأحزاب لمصلحة تطبيق الشريعة والترشح لرئاسة الجمهورية» طبع مرتان

## مواضيع ذات علاقة
- أحمد بسيونى دويدار
- الفريضة الغائبة
- توحيد الحاكمية
- تنظيم القاعدة
- أحمد سلامة مبروك